# Alain Ledoux
Alain Ledoux (9 de octubre de 1952-16 de octubre de 2008) fue un jugador de tenis de mesa belga que participó en varios Paralímpicos, donde ganó tres medallas de bronce. Es el padre de Marc Ledoux, también medallista olímpico en el mismo deporte.

## Biografía
Alain Ledoux nació en Strépy-Bracquegnies en Bélgica el 9 de octubre de 1952. Fue hijo de Charles Ledoux y Francette Scheerlinck (1921-2014). A la edad de 7 años, contrajo polio y perdió el uso de sus piernas. Tras el divorcio de sus padres, fue criado por su madre, que luchó para poder seguir cursos en escuelas normales a pesar de su discapacidad.
Alain Ledoux estaba en una relación con Marianne Desmet (1957-2000) desde 1973 hasta su separación en 1998. Tuvieron un hijo, Marc. Alain Ledoux fue profesor de DVD y holandesa en la educación secundaria y profesor de (equivalente secular de las clases de religión en Bélgica) moral en la educación primaria 1975-2008.

## Carrera deportiva
Alain Ledoux comenzó a jugar ping-pong a la edad de 9 años en el Hospital Brugmann en Bruselas, donde fue hospitalizado. En 1982, fundó un club silla de ruedas a La Louvière: el ELSH (Atletas Acuerdo Louviéroise con discapacidad). En 1985, cofundó un club válido, el Palette 2Haines. Se convirtió en entrenador hasta su muerte y levantó su primer equipo con su hijo como el primer jugador en National 3 en 2000.

## Juegos Paralímpicos
Alain Ledoux fue miembro del Comité Olímpico Belga de 1984 a 2008. Participó en tres Olimpiadas como jugador y en otras dos como entrenador y director técnico.
- Los Ángeles 1984: participación como jugador (bronce).
- Seúl 1988: participación como jugador (medalla de bronce).
- Barcelona 1992: participación como jugador.
- Atlanta 1996: participación como jugador (medalla de bronce).
- Atenas 2004: participación como entrenador y director técnico (medalla de oro para su equipo y medalla de 'dinero' para su hijo Marc).
- Beijing 2008 Summer Olympics 2008: participación como entrenador y director técnico (unos meses antes de su muerte).

## Alain Ledoux Memorial
En 2011, el club Palette Le Roeulx - Ghislage organizó el primer memorial de Alain Ledoux, un torneo de tenis de mesa. El segundo monumento a Alain Ledoux se organizó tres años después, en 2014.
- Datos: Q50171414